# グルタミルアミノペプチダーゼ
グルタミルアミノペプチダーゼ(Glutamyl aminopeptidase)またはアミノペプチダーゼA(Aminopeptidase A)は、ENPEP遺伝子でコードされる酵素である。近年では、CD 249という記号でも表される。
亜鉛依存性膜結合型アミノペプチダーゼで、ポリペプチドN末端のグルタミン酸及びアスパラギン酸の切断を触媒する。血管収縮性のアンジオテンシンIIをアンジオテンシンIIIに分解し、血圧の制御を助ける。